# کلت ام۱۹۱۷
کلت ام۱۹۱۷ (به انگلیسی: M1917 revolver) یک سلاح کمری، رولور ۱۱.۴۳ میلی متری آمریکایی ساخت شرکت شرکت تولیدی کلت است که فشنگ‌های ۰.۴۵ اینچی را شلیک می‌کند.